# Франчениј Бојулуј (Марамуреш)
Франчениј Бојулуј (рум. Frâncenii Boiului) насеље је у Румунији у округу Марамуреш у општини Боју Маре. Oпштина се налази на надморској висини од 379 m.

## Становништво
Према подацима из 2002. године у насељу је живело 80 становника, од којих су сви румунске националности.